# Municipio de Marion (condado de Centre)
El municipio de Marion (en inglés: Marion Township) es un municipio ubicado en el condado de Centre en el estado estadounidense de Pensilvania. En el año 2000 tenía una población de 978 habitantes y una densidad poblacional de 17.2 personas por km².

## Geografía
El municipio de Marion se encuentra ubicado en las coordenadas 41°00′01″N 77°37′34″O / 41.00028, -77.62611.

## Demografía
Según la Oficina del Censo en 2000 los ingresos medios por hogar en la localidad eran de $41,985 y los ingresos medios por familia eran de $46,691. Los hombres tenían unos ingresos medios de $30,417 frente a los $23,681 para las mujeres. La renta per cápita de la localidad era de $15,153. Alrededor del 4,3% de la población estaba por debajo del umbral de pobreza.